# 烏茲別克斯坦佛教
佛教徒佔烏茲別克斯坦人口的2%，根據美國國務院2004年的《國際宗教自由報告》，烏茲別克斯坦佛教徒主要是高麗人的後裔。烏茲別克斯坦官方只有一個佛教組織，塔什干也有一座佛寺。

## 歷史
在貴霜帝國統治時期，佛教在河中，阿富汗巴克特里亞和犍陀羅大規模傳播。根據一個巴利文傳說，兩個來自巴克特里亞的商人巴利卡兄弟，他們在路上與佛陀見面並成為他的門徒。後來，他們回到巴克特里亞並建造了寺廟，以紀念佛陀。
作為城市人口的意識形態，佛教的普及與人們的理解有關，迦膩色伽一世確認大乘佛教為救贖之道，這有助於其傳播。
白匈奴入侵之後，以及在伊斯蘭教的擴張期間，佛教在烏茲別克斯坦的宗教領域失去了廣泛和流行的作用，到了13世紀，由於花剌子模帝國在統治期間迫害異教徒，佛教幾乎完全消失了。
在蘇聯時期，包括佛教在內所有的乌茲別克宗教也受壓制，直到1991年該國重新獲得獨立。